# Петырница
Петырница (болг. Петърница) — село в Болгарии. Находится в Плевенской области, входит в общину Долни-Дыбник. Население составляет 1 668 человек.

## Политическая ситуация
В местном кметстве Петырница, в состав которого входит Петырница, должность кмета (старосты) исполняет Николай Иванов Тотев (коалиция в составе 2 партий: Болгарский земледельческий народный союз (БЗНС) и Союз демократических сил (СДС)) по результатам выборов правления кметства.
Кмет (мэр) общины Долни-Дыбник — Борислав Стоядинов Станимиров (коалиция в составе 2 партий: Болгарский земледельческий народный союз (БЗНС), Союз демократических сил (СДС)) по результатам выборов в правление общины.